# El Manzano (Córdoba)
El Manzano es una localidad situada en el departamento Colón, provincia de Córdoba, Argentina.

## Demografía
Está compuesta por una población de 1832 habitantes según Indec 2022 tuvo un incremento del 37% ante el censo anterior 1,158 habitantes (Indec, 2001) y se encuentra ubicada sobre la ruta E53 a una distancia de 45 km de la ciudad de Córdoba. En los censos de población de 1991 y 1996, se la consideró formando una sola localidad con  Canteras El Sauce. En cambio, en el censo del año 2001, con mejor criterio, se la registró como localidad separada, pues en realidad aquel paraje dista algo más de 1 km hacia el sur. 
Desde El Manzano parte un camino de montaña que se interna en las Sierras Chicas y lleva hasta la Capilla de Candonga, un importante monumento jesuítico que data del siglo XVIII.

## Historia
Es una población muy antigua, pues data del año 1578. Fue fundada por el Capitán Pedro de Acuña y su esposa, María Cortez, quienes junto a otros conquistadores, no quisieron continuar con Jerónimo Luis de Cabrera.
Según la tradición oral, el nombre de la población proviene de unos manzanos silvestres que había en el lugar.

## Infraestructura y economía
Entre la infraestructura de la localidad, destacan el Juzgado de Paz (el más antiguo del departamento Colón), la Escuela primaria Antártida Argentina y la Capilla cuyo patrono es San Cayetano.
Las canteras El Manzano cerraron su actividad en los años 1960, y en los 2000 las principales actividades económicas son el turismo y los viveros.

## Sismicidad
La sismicidad de la región de Córdoba es frecuente y de intensidad baja, y un silencio sísmico de terremotos medios a graves cada 30 años en áreas aleatorias. Sus últimas expresiones se produjeron:
- 22 de septiembre de 1908 (116 años), a las 17.00 UTC-3, con 6,5 Richter, escala de Mercalli VII; ubicación 30°30′0″S 64°30′0″O / -30.50000, -64.50000; profundidad: 100 km; produjo daños en Deán Funes, Cruz del Eje y Soto, provincia de Córdoba, y en el sur de las provincias de Santiago del Estero, La Rioja y Catamarca[2]

- 16 de enero de 1947 (78 años), a las 2.37 UTC-3, con una magnitud aproximadamente de 5,5 en la escala de Richter (terremoto de Córdoba de 1947)[1]

- 28 de marzo de 1955 (70 años), a las 6.20 UTC-3 con 6,9 Richter: además de la gravedad física del fenómeno se unió el desconocimiento absoluto de la población a estos eventos recurrentes (terremoto de Villa Giardino de 1955)

- 7 de septiembre de 2004 (20 años), a las 8.53 UTC-3 con 4,1 Richter

- 25 de diciembre de 2009 (15 años), a las 21.42 UTC-3 con 4,0 Richter